# Eumacronychia elongata
Eumacronychia elongata är en tvåvingeart som beskrevs av Allen 1926. Eumacronychia elongata ingår i släktet Eumacronychia och familjen köttflugor. Inga underarter finns listade i Catalogue of Life.